# Greg Nicotero
Gregory Nicotero (nascut el 15 de març de 1963) és un creador, productor de televisió i director estatunidenc de efectes especials de maquillatge. El seu primer treball important en maquillatge d'efectes especials va ser a la pel·lícula de George A. Romero El dia dels morts (1985), sota la tutela de Romero. i el veterà dels efectes de maquillatge Tom Savini.
El 1988, juntament amb Robert Kurtzman i Howard Berger, va formar KNB EFX Group, un estudi especial d'efectes de maquillatge que va treballar en més de 400 projectes de cinema i televisió. KNB ha guanyat nombrosos premis, inclòs un Premi Emmy l'any 2001 pel seu treball a la minisèrie Sci Fi Channel de 2000 Frank Herbert's Dune i un Premi Oscar el 2006 per l’assoliment del maquillatge a Les Cròniques de Nàrnia: El lleó, la bruixa i l'armari.
Va ser productor executiu, supervisor d'efectes de maquillatge especial i director principal a les sèries de televisió d'AMC The Walking Dead i Fear the Walking Dead. Nicotero ha dirigit 37 episodis de The Walking Dead i és el creador de la sèrie web The Walking Dead: Webisodes .

## Vida i carrera

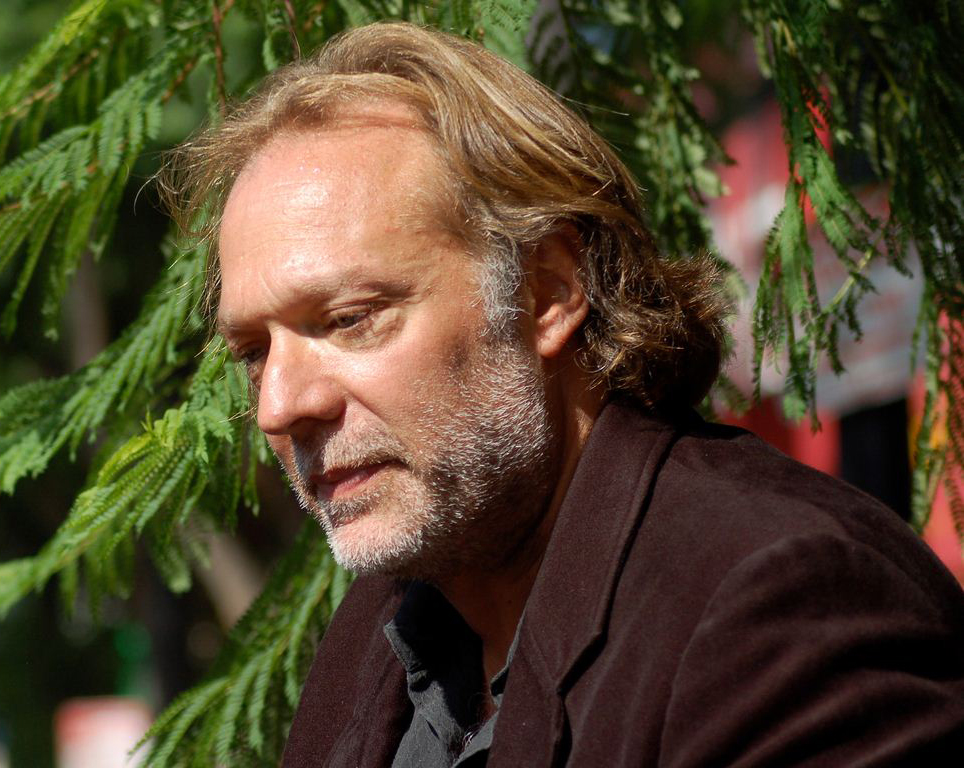
Nicotero a l'octubre de 2012.

Nicotero afirma que va començar a interessar-se pels efectes especials després de veure la pel·lícula Tauró. Explica: "Vaig seguir pensant: 'Com dimonis ho van fer això?! Com van construir un tauró gegant que pogués menjar-se la gent?!' Així, entre aquella pel·lícula, L'exorcista, El planeta dels simos i, per descomptat, tots les pel·lícules de terror de la Universal […] Crec que tauró i després El despertar dels zombis van ser pràcticament les dues pel·lícules això m’hi van decantar." Nicotero va començar la seva carrera treballant a Pittsburgh, Pennsilvània, aprenent l'ofici de efectes especials de maquillatge, també conegut com a maquillatge protèsic, de Tom Savini, un artista dels efecte especials i artista de maquillatge premiat, i ajudant en pel·lícules del director George A. Romero.
Mentre treballava a la pel·lícula de Romero de 1985 El dia dels morts, va conèixer Howard Berger, qui es convertiria en un dels seus socis a KNB EFX Group. Nicotero es va traslladar a Hollywood i es va mudar amb Berger i Robert Kurtzman.
Més tard va treballar com a artista FX a la pel·lícula del 2010 Predators i va crear una figura clàssica de depredador per a la pel·lícula.
Nicotero va treballar com a supervisor d'efectes especials de maquillatge, coproductor executiu i director ocasional de la sèrie de televisió The Walking Dead, a més d'actuar en alguns cameos sense acreditar. Va estar a la San Diego Comic-Con International per al programa Va ser convidat a Talking Dead el 24 de març de 2013, 12 d'octubre de 2014, 8 de febrer de 2015 i 14 de febrer de 2016. També supervisa els efectes de maquillatge de Fear the Walking Dead.
El 2011, Nicotero va ser entrevistat per al llibre d'efectes especials de zombis del 2012 "Blood Splatter: A Guide to Cinematic Zombie Violence, Gore and Efectes especials" per l’autor Craig W. Chenery.
Va ser convidat al MythBusters Zombie Special el 17 d'octubre de 2013.
Va dissenyar una pell de Leatherface per al joc de 2023, The Texas Chain Saw Massacre. Sembla que el seu nom es diu "Nicotero Leatherface" i va ser llançat el 24 d'octubre de 2023.

## Filmografia
| Any       | Títol                                                    | Notes                                                                                           |
| --------- | -------------------------------------------------------- | ----------------------------------------------------------------------------------------------- |
| 1985      | El dia dels morts                                        | Efectes especials de maquillatge                                                                |
| 1985      | Invasion U.S.A.                                          | efectes especials de maquillatge addicionals                                                    |
| 1987      | Creepshow 2                                              | Efectes especials                                                                               |
| 1987      | Predator                                                 | Equip d'efectes de criatura (no acreditat)                                                      |
| 1987      | Evil Dead II                                             | Equip de la unitat d'efectes especials de maquillatge                                           |
| 1988      | Phantasm II                                              | Constructor d'efectes especials de maquillatge i equip d’efectes especials                      |
| 1988      | Atracció diabòlica                                       | Efectes especials de maquillatge                                                                |
| 1989      | House III                                                | Efectes especials                                                                               |
| 1989      | DeepStar Six                                             | Supervisor de criatura                                                                          |
| 1989      | Halloween 5: The Revenge of Michael Myers                | Supervisor d'efectes especials                                                                  |
| 1990      | Leatherface: The Texas Chainsaw Massacre III             | Artista de maquillatge                                                                          |
| 1990      | Tales from the Darkside: The Movie                       | Supervisor d'efectes especials de maquillatge                                                   |
| 1990      | Bride of Re-Animator                                     | Efectes especials de maquillatge                                                                |
| 1990      | Misery                                                   | Efectes especials de maquillatge                                                                |
| 1990      | Ballant amb llops                                        | Supervisor efectes dels búfals                                                                  |
| 1991      | The People Under the Stairs                              | Supervisor d'efectes especials de maquillatge                                                   |
| 1992      | L'exèrcit de les tenebres                                | Efectes especials de maquillatge                                                                |
| 1993      | Bosses de cadàvers (TV film)                             | Efectes especials de maquillatge                                                                |
| 1993      | Divendres 13: Jason a l'infern                           | Supervisor d'efectes i efectes especials de maquillatge                                         |
| 1994      | Pumpkinhead II: Blood Wings                              | Supervisor d'efectes especials de maquillatge                                                   |
| 1994      | Pulp Fiction                                             | Supervisor especial maquillatge (no acreditat)                                                  |
| 1994      | El nou malson                                            | Efectes especials de maquillatge                                                                |
| 1995      | Vampire in Brooklyn                                      | Efectes especials de maquillatge: puppeteer                                                     |
| 1995      | Al cor de la por                                         | Efectes especials de maquillatge                                                                |
| 1995      | El senyor de les il·lusions                              | Supervisor d'efectes especials de maquillatge                                                   |
| 1996      | Eraser: Eliminador                                       | Supervisor animatronic cocodrils                                                                |
| 1996      | Obert fins a la matinada                                 | Supervisor d'efectes maquillatge                                                                |
| 1996      | Scream                                                   | Supervisor d'efectes especials de maquillatge                                                   |
| 1996      | Jingle All the Way                                       | Vestit de turboman i efectes especials de maquillatge                                           |
| 1996      | Black Sheep                                              | Titellaire                                                                                      |
| 1997      | Spawn                                                    | Criatura animatrònica i Efectes especials de maquillatge                                        |
| 1997      | Boogie Nights                                            | Supervisor d'efectes especials de maquillatge                                                   |
| 1997      | El senyor dels desitjos                                  | Efectes especials de maquillatge                                                                |
| 1997      | Scream 2                                                 | Supervisor d'efectes especials de maquillatge                                                   |
| 1998      | Vampirs de John Carpenter                                | Efectes especials de maquillatge                                                                |
| 1998      | Very Bad Things                                          | Supervisor                                                                                      |
| 1998      | The Faculty                                              | Efectes especials de maquillatge i criatura                                                     |
| 1999      | La milla verda                                           | Supervisor d'efectes especials de maquillatge                                                   |
| 1999      | The Haunting (La casa infernal)                          | Supervisor d'efectes especials de maquillatge                                                   |
| 1999      | House on Haunted Hill (La mansió de les tenebres)        | Efectes especials de maquillatge                                                                |
| 2000      | Little Nicky                                             | Supervisor d'efectes especials de maquillatge i criatura                                        |
| 2000      | Frank Herbert's Dune (minisèrie)                         | Supervisor en cap d'efectes especials                                                           |
| 2000      | The Cell                                                 | Prosthetics and Supervisor d'efectes especials de maquillatge                                   |
| 2000      | El protegit                                              | Supervisor d'efectes especials de maquillatge                                                   |
| 2001      | Spy Kids                                                 | Supervisor d'efectes maquillatge i efectes de la criatura                                       |
| 2001      | Estic fet un animal                                      | Efectes especials de maquillatge                                                                |
| 2001      | Mulholland Drive                                         | Efectes especials de maquillatge                                                                |
| 2001      | Fantasmes de Mart                                        | Efectes especials de maquillatge                                                                |
| 2001      | 13 fantasmes                                             | Efectes especials de maquillatge i supervisor                                                   |
| 2001      | Vanilla Sky                                              | Supervisor d'efectes especials de maquillatge                                                   |
| 2001      | Evolució                                                 | Supervisor                                                                                      |
| 2002      | La màquina del temps                                     | Supervisor                                                                                      |
| 2002      | Minority Report                                          | Efectes especials de maquillatge (no acreditat)                                                 |
| 2002      | Austin Powers in Goldmember                              | Supervisor de pròtesis de personatge Efectes especials de maquillatge                           |
| 2002      | Vampires: Los Muertos                                    | Supervisor d'efectes especials de maquillatge                                                   |
| 2002      | Les regles del joc                                       | Efectes especials de maquillatge                                                                |
| 2002      | Assassinat... 1, 2, 3                                    | Supervisor                                                                                      |
| 2002      | Bubba Ho-tep                                             | Efectes especials makeup supervisor                                                             |
| 2003      | Cabin Fever                                              | Supervisor d'efectes especials de maquillatge                                                   |
| 2003      | Hulk                                                     | Animatronics Supervisor d'efectes/titellaire                                                    |
| 2003      | Spy Kids 3-D: Game Over                                  | Efectes especials maquillatge                                                                   |
| 2003      | The Texas Chainsaw Massacre                              | Efectes especials de maquillatge                                                                |
| 2003      | Identitat                                                | Supervisor d'efectes especials de maquillatge                                                   |
| 2003      | El mexicà                                                | Supervisor d'efectes especials de maquillatge                                                   |
| 2003      | Kill Bill: Volum 1                                       | Efectes especials de maquillatge supervisor                                                     |
| 2004      | Kill Bill: Volum 2                                       | Supervisor especial maquillatge                                                                 |
| 2004      | Ginger Snaps 2: Unleashed                                | Efectes especials de maquillatge                                                                |
| 2004      | Riding the Bullet                                        | Supervisor d'efectes especials de maquillatge                                                   |
| 2004      | Ray                                                      | Supervisor d'efectes especials de maquillatge                                                   |
| 2004      | Un seguit de desgràcies catastròfiques de Lemony Snicket | Supervisor d'efectes especials                                                                  |
| 2005      | Dominion: Prequel to the Exorcist                        | Dissenyador d’fectes especials de maquillatge                                                   |
| 2005–2007 | Masters of Horror (sèrie de televisió)                   | Efectes especials de maquillatge                                                                |
| 2005      | Cursed                                                   | Supervisor addicional d'efectes especials de maquillatge creador d'efectes addiconals home llop |
| 2005      | Sin City                                                 | Supervisor d'efectes especials de maquillatge                                                   |
| 2005      | The Amityville Horror                                    | Efectes especials de maquillatge, dissenyador i creador                                         |
| 2005      | Les aventures de Sharkboy i Lavagirl                     | Efectes especials de maquillatge                                                                |
| 2005      | Land of the Dead                                         | Supervisor d'efectes especials de maquillatge                                                   |
| 2005      | L'illa                                                   | Project supervisor                                                                              |
| 2005      | Serenity                                                 | Efectes especials de maquillatge supervisor                                                     |
| 2005      | Hostel                                                   | Efectes especials de maquillatge dissenyador i creador                                          |
| 2005      | Les Cròniques de Nàrnia: El lleó, la bruixa i l'armari   | Special makeup and creatures                                                                    |
| 2006      | Els turons tenen ulls                                    | Efectes especials de maquillatge dissenyador                                                    |
| 2006      | Posidó                                                   | Supervisor d'efectes maquillatge                                                                |
| 2006      | Desperation (telefilm)                                   | Supervisor d'efectes especials de maquillatge                                                   |
| 2006      | Casino Royale                                            | Supervisor d'efectes                                                                            |
| 2006      | The Texas Chainsaw Massacre: The Beginning               | Supervisor especial maquillatge                                                                 |
| 2006      | The Return                                               | Efectes especials de maquillatge                                                                |
| 2006      | Comedy Hell                                              | Dissenyador maquillatge especial                                                                |
| 2006      | Dead and Deader                                          | Efectes especials de maquillatge addicionals                                                    |
| 2007      | Death Proof                                              | Efectes especials de maquillatge                                                                |
| 2007      | The Hills Have Eyes 2                                    | Efectes especials de maquillatge dissenyador                                                    |
| 2007      | Hostel: Part II                                          | Efectes especials de maquillatge dissenyador i creador                                          |
| 2007      | The Reaping                                              | Supervisor: K.N.B. EFX Group, Inc.                                                              |
| 2007      | Spider-Man 3                                             | Efectes especials de maquillatge                                                                |
| 2007      | Disturbia                                                | Supervisor d'efectes especials de maquillatge                                                   |
| 2007      | Grindhouse                                               | Efectes especials de maquillatge                                                                |
| 2007      | Transformers                                             | Animatronics supervisor/titellaire                                                              |
| 2007      | Underdog                                                 | Supervisor                                                                                      |
| 2007      | Diary of the Dead                                        | Efectes especials de maquillatge producer                                                       |
| 2007      | La boirat                                                | Creature effects                                                                                |
| 2008      | Fear Itself                                              | Efectes especials de maquillatge                                                                |
| 2008      | Miralls                                                  | Efectes especials de maquillatge dissenyador                                                    |
| 2010      | El llibre d'Eli                                          | Efectes especials de maquillatge                                                                |
| 2010      | Al límit                                                 | Efectes especials de maquillatge                                                                |
| 2010      | Predators                                                | Efectes especials de maquillatge i criatura                                                     |
| 2010      | The Pacific (minisèrie)                                  | Supervisor clau d'efectes especials de maquillatge (6 episodis)                                 |
| 2010–2022 | The Walking Dead (sèrie de televisió)                    | Efectes especials de maquillatge                                                                |
| 2010      | Piranha 3D                                               | Supervisor clau d'efectes especials de maquillatge                                              |
| 2010      | The Ward                                                 | Efectes de maquillatge                                                                          |
| 2010      | The United Monster Talent Agency (curtmetratge)          | Efectes especials de maquillatge                                                                |
| 2011      | The Boy Who Cried Werewolf (telefilm)                    | Efectes especials de maquillatge i criatura                                                     |
| 2011      | Paul                                                     | Efectes especials de maquillatge (no acreditat)                                                 |
| 2011      | I Am Number Four                                         | Maquillatge especial creador/dissenyador                                                        |
| 2011      | Aigua per a elefants                                     | Supervisor clau d'efectes especials de maquillatge (no acreditat)                               |
| 2011–2012 | Breaking Bad (sèrie de televisió)                        | Efectes especials de maquillatge (2 episodis)                                                   |
| 2011      | A Very Harold & Kumar 3D Christmas                       | Supervisor clau d'efectes especials de maquillatge                                              |
| 2012      | The Grey                                                 | Efectes especials de maquillatge                                                                |
| 2012      | The Odd Life of Timothy Green                            | Supervisor clau d'efectes especials de maquillatge                                              |
| 2012      | Seven Psychopaths                                        | Efectes especials de maquillatge                                                                |
| 2012      | The Man with the Iron Fists                              | Efectes especials de maquillatge                                                                |
| 2013      | Oz the Great and Powerful                                | Efectes especials de maquillatge                                                                |
| 2013      | The Green Inferno                                        | Efectes especials de maquillatge                                                                |
| 2013      | L'únic supervivent                                       | Efectes especials de maquillatge                                                                |
| 2015      | Fear the Walking Dead                                    | Efectes especials de maquillatge                                                                |
| 2015      | The Hateful Eight                                        | Efectes especials de maquillatge                                                                |
| 2016      | L'esquadró suïcida                                       | Efectes especials de maquillatge                                                                |
| 2019      | Once Upon a Time in Hollywood                            | Efectes de maquillatge dissenyador i supervisor                                                 |

### Actor
- The Walking Dead
  - 1.3 "Tell It to the Frogs" (no acreditat) com a Walker Eating Deer
  - 1.4 "Vatos" (no acreditat) com a Walker biting Amy
  - 3.9 "The Suicide King" (no acreditat) com a Walker in Woodbury
  - 6.3 "Thank You" (no acreditat) com a Walker in herd
  - 11.24 "Rest in Peace" (no acreditat) com a Walker in final scene before epilogue
- The Grey (2011) com a Duke Chavis
- Piranha 3D (2010) com a Boat Captain
- Maleïts malparits (2009) (no acreditat) com a Gestapo Major
- Gingerdead Man 2: Passion of the Crust (2008) com a Efectes de maquillatge Guy #3
- Diary of the Dead (2008) com a Zombie Surgeon
- Cemetery Gates (2006) com a Stoner Dude Michael
- The Hills Have Eyes (2006) com a Cyst
- Land of the Dead (2005) com a Bridgekeeper Zombie
- Cursed (2005) (no acreditat) com a Man pushing Dracula's coffin
- House on Haunted Hill (La mansió de les tenebres) (1999) (no acreditat) com a Rollercoaster technician
- Obert fins a la matinada (1996) com a Sex Machine's Buddy
- The Demolitionist (1995) com a Elevator Punk
- Bosses de cadàvers (1993) (TV) com a Man with Dog
- Intruder (1989) com a Townie in Car
- Halloween 4: The Return of Michael Myers (1988) (no acreditat) com a Guy in Gas Station
- El terror truca a la porta (1986) (no acreditat) com a Extra
- El dia dels morts (1985) com a Johnson

### Director
- The Walking Dead (2011–2022) (37 episodis)
  - 2.11 "Judge, Jury, Executioner"
  - 3.05 "Say the Word"
  - 3.11 "I Ain't a Judas"
  - 3.15 "This Sorrowful Life"
  - 4.01 "30 Days Without an Accident"
  - 4.09 "After"
  - 4.15 "Us"
  - 5.01 "No Sanctuary"
  - 5.09 "What Happened and What's Going On"
  - 5.12 "Remember"
  - 5.16 "Conquer"
  - 6.01 "First Time Again"
  - 6.09 "No Way Out"
  - 6.12 "Not Tomorrow Yet"
  - 6.16 "Last Day on Earth"
  - 7.01 "The Day Will Come When You Won't Be"
  - 7.02 "The Well"
  - 7.09 "Rock in the Road"
  - 7.12 "Say Yes"
  - 7.16 "The First Day of the Rest of Your Life"
  - 8.01 "Mercy"
  - 8.03 "Monsters"
  - 8.09 "Honor"
  - 8.12 "The Key"
  - 8.16 "Wrath"
  - 9.01 "A New Beginning"
  - 9.05 "What Comes After"
  - 9.09 "Adaptation"
  - 9.16 "The Storm"
  - 10.01 "Lines We Cross"
  - 10.02 "We Are the End of the World"
  - 10.12 "Walk with Us"
  - 10.16 "A Certain Doom"
  - 11.05 "Out of the Ashes"
  - 11.06 "On the Inside"
  - 11.17 "Lockdown"
  - 11.24 "Rest in Peace"
- The Walking Dead: The Oath (2013) (3 webisodis)
- The Walking Dead: Cold Storage (2012) (4 webisodis)
- The Walking Dead: Torn Apart (2011) (6 webisodis)
- The United Monster Talent Agency (2010) (curtmetratge)